# Complesso nuragico di Palmavera
Il complesso nuragico di Palmavera è un sito archeologico ubicato nella Sardegna nord-occidentale, nell’area compresa tra la rada di Alghero e il golfo di Porto Conte.
Si tratta di un insediamento umano costituito a partire dal XV secolo a.C., composto da un nuraghe complesso e dai resti di un villaggio costituito da circa 50 capanne.
Il nuraghe, costruito con blocchi di calcare e arenaria, è costituito da un corpo centrale con due torri e da un antemurale, attorno a questo nucleo si sviluppa un vasto villaggio di capanne, di cui oggi è visibile solo un quarto della sua interezza ai tempi dell’età del Bronzo, infatti le capanne originarie del villaggio si attestano a circa duecento. Le capanne sono di forma circolare e talvolta sono associate ad ambienti quadrangolari e sub-rettangolari. 
La frequentazione del complesso è riferibile ad un arco cronologico compreso tra la media età del Bronzo e la prima età del Ferro (XVIII secolo a.C. -IX secolo a.C./VIII secolo a.C.).

## Storia e descrizione

### Prima fase

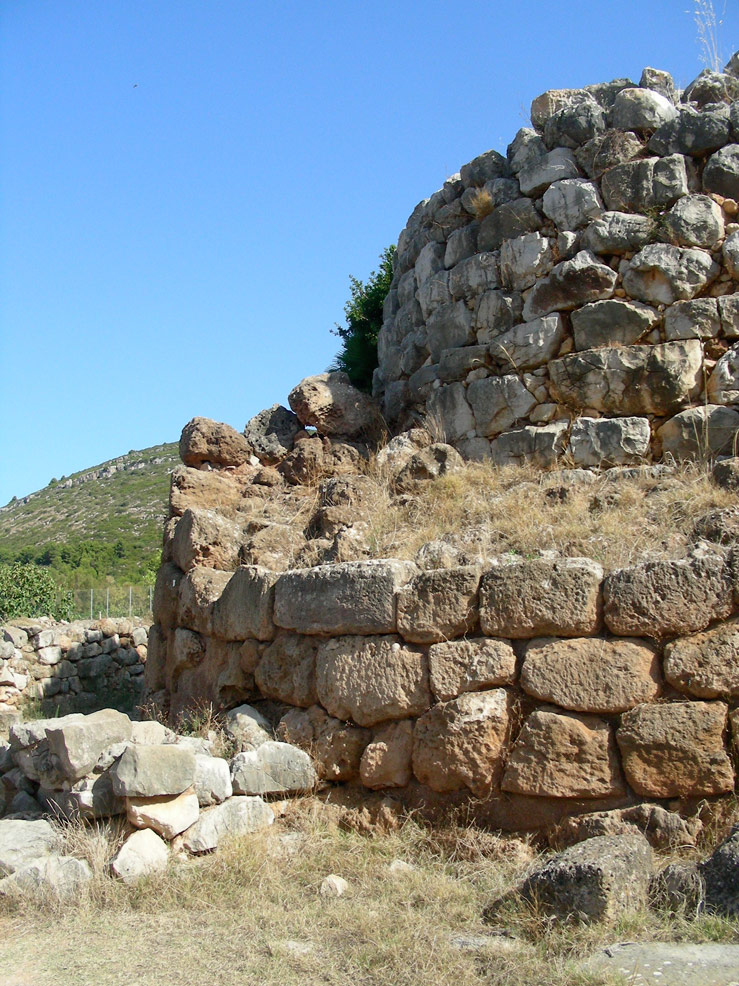
La torre più antica rifasciata in arenaria nella seconda fase

La torre principale risale alla prima fase (XV-XIV secolo a.C.) e conserva la camera centrale coperta a tholos e realizzata con pietre in calcare. La torre è di tipo arcaico, con ingresso privo di anditi laterali e nicchie appena accennate nelle pareti della camera principale. Dovevano essere presenti anche alcune capanne all'esterno del nuraghe..

### Seconda fase
Nella seconda fase (prima metà del IX secolo a.C.) venne aggiunta una seconda torre e rifasciata la torre precedente, in blocchi di arenaria. Le due torri comunicano tramite un cortile interno e un corridoio con nicchie. Venne inoltre realizzata la capanna delle riunioni, fornita di un sedile in pietra che corre lungo tutto il perimetro, interrotto da una vasca realizzata con lastroni in pietra, di incerta funzione, e da un sedile rotondo in pietra per il capo, con accanto una nicchia nella parete. Al centro della capanna, su un altare circolare, si trova un modellino di torre nuragica in arenaria (l'originale è al Museo nazionale archeologico ed etnografico G. A. Sanna di Sassari, sostituito in loco da una copia). In quest'epoca vennero inoltre costruite altre capanne nel villaggio, di maggiori dimensioni.

### Terza fase
Nella terza fase (IX-VIII secolo a.C.) il nuraghe venne rifasciato con blocchi nuovamente in calcare e venne costruita intorno al nuraghe un muro esterno con quattro torri-capanne, venendo a formare due cortili esterni, divisi tra loro da un muro privo di aperture. In uno di questi cortili era inserita la capanna delle riunioni, nell'altro è stato individuato un silos con imboccatura in blocchi di pietra.
Il villaggio venne distrutto da un incendio probabilmente alla fine dell'VIII secolo a.C. e successivamente fu sporadicamente frequentato in epoca punica e romana, come attestano alcune ceramiche rinvenute.

### Campagne di scavi archeologici
I primi scavi vennero condotti nel 1905 da Antonio Taramelli, coadiuvato da Filippo Nissardi. Il villaggio venne riportato alla luce negli anni 1961-1963 ad opera di Guglielmo Maetzke, contemporaneamente ad interventi di restauro sui resti del nuraghe. Altri scavi nel complesso nuragico si sono svolti a cura di Alberto Moravetti negli anni 1976-1977, 1979 e 1986-1991
Le alture circostanti il sito erano difese da nuraghi monotorre, alcuni dei quali ancora oggi in buono stato di conservazione.
Molti dei reperti rinvenuti durante gli scavi, effettuati negli anni sessanta, sono esposti nei musei archeologici di Cagliari e di Sassari.

### Restauri
Nel 1962 l'archeologo Guglielmo Maetzke aveva fatto un intervento di consolidamento del nuraghe. I consolidamenti furono eseguiti sulle parti alte dei paramenti esterni, sugli architravi delle aperture d'ingresso e sulle coperture dei corridoi. 
Il metodo adottato fu quello dello smontaggio e della ricostruzione delle parti, con qualche sostituzione di conci maggiormente danneggiati.

## Galleria d'immagini

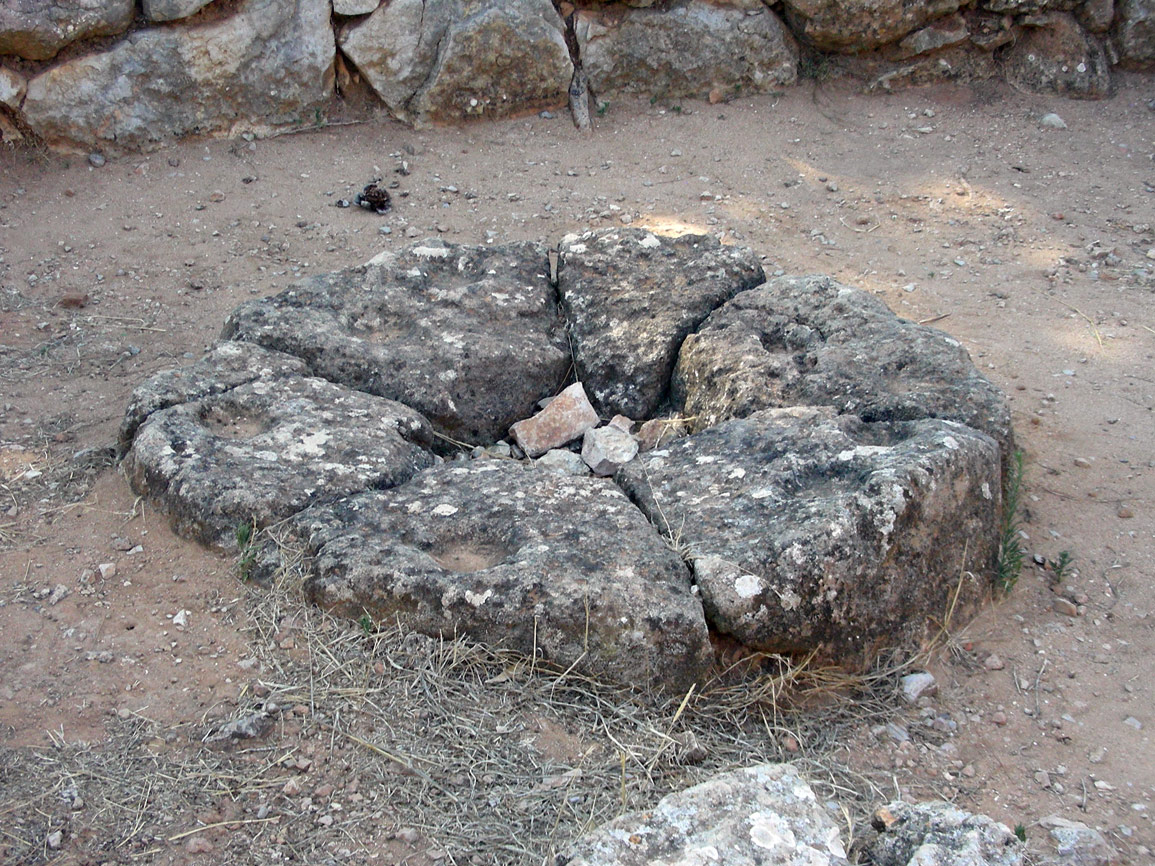
Imboccatura del silos sotterraneo nel cortile esterno
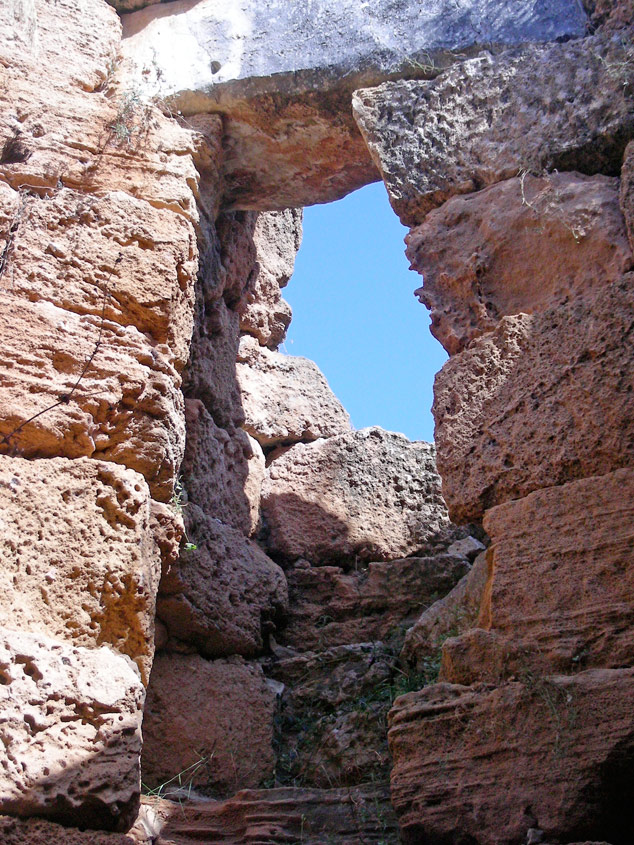
Porta con scala per i piani superiori dal cortile interno
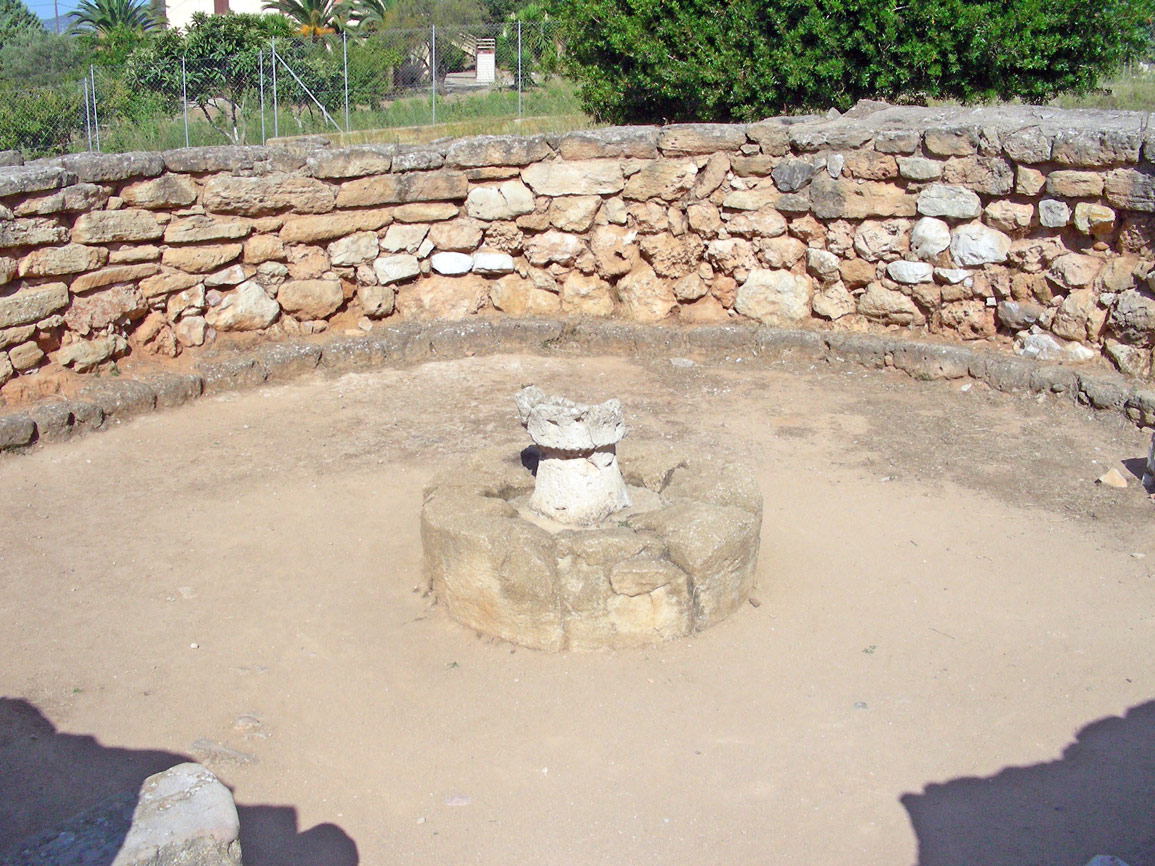
Interno della capanna delle riunioni
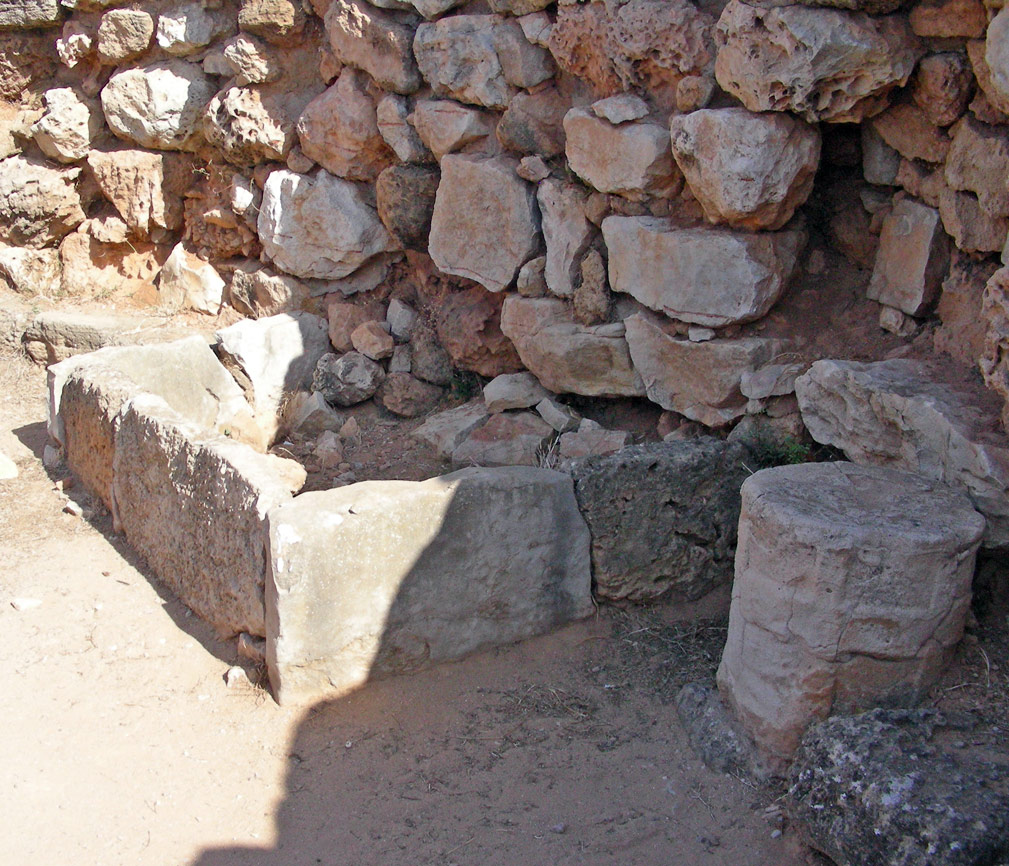
Il sedile del capo, la nicchia nel muro e la vasca in lastre di pietra
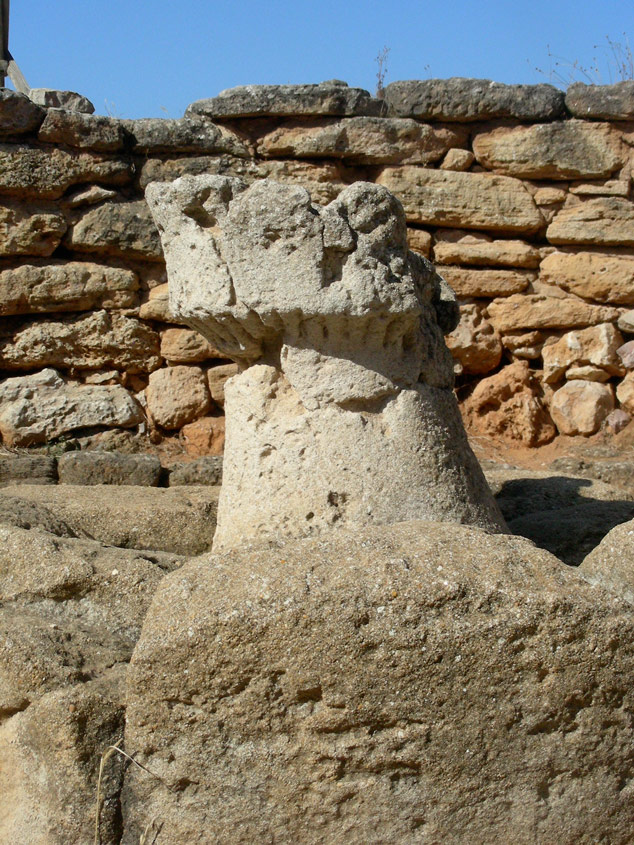
Altare centrale con il modellino di torre nuragica (copia)